# Justus Kammerer
Justus Kammerer (* 7. Dezember 1997 in Berlin) ist ein deutscher Schauspieler.

## Leben
Justus Kammerer hatte seine erste Rolle in dem Film Oh Tannenbaum (2007) mit Günther Maria Halmer. 2008 war er in den Filmen Zwerg Nase und Operation Walküre – Das Stauffenberg-Attentat, einer Hollywood-Produktion mit Tom Cruise und Thomas Kretschmann, als Stauffenbergs Sohn Heimeran zu sehen. Danach war er in Die Gräfin (2009) mit Julie Delpy und Tiger-Team – Der Berg der 1000 Drachen (2010) mit Iris Berben zu sehen. Seine erste Hauptrolle spielte er im Weihnachtsmehrteiler Nils Holgerssons wunderbare Reise von 2011.

## Filmografie
- 2007: Die großen und die kleinen Wünsche - David gegen Goliath (Fernsehfilm)
- 2007: Die großen und die kleinen Wünsche - Amors Pfeile (Fernsehfilm)
- 2007: Oh Tannenbaum (Fernsehfilm)
- 2008: Zwerg Nase (Fernsehfilm)
- 2008: Operation Walküre – Das Stauffenberg-Attentat
- 2009: Inga Lindström – Der Erbe von Granlunda
- 2009: Die Gräfin
- 2009: Großstadtrevier – Herzenssachen (Fernsehserie, Episodenrolle)
- 2010: Friendship!
- 2010: Tiger-Team – Der Berg der 1000 Drachen
- 2011: Kehrtwende (Fernsehfilm)
- 2011: Nils Holgerssons wunderbare Reise (Fernsehfilm)
- 2014: Kommissarin Heller: Querschläger (Fernsehfilm)